# Jenzigberg
Jenzigberg är ett berg i Antarktis. Det ligger i Östantarktis. Nya Zeeland gör anspråk på området. Toppen på Jenzigberg är 2 073 meter över havet, eller 188 meter över den omgivande terrängen. Bredden vid basen är 2,2 km.
Terrängen runt Jenzigberg är bergig åt nordost, men åt sydväst är den kuperad. Trakten är obefolkad. Det finns inga samhällen i närheten. 